# Aprostocetus pausiris
Aprostocetus pausiris é uma espécie de insetos himenópteros, mais especificamente de vespas pertencente à família Eulophidae.
A autoridade científica da espécie é Walker, tendo sido descrita no ano de 1839.
Trata-se de uma espécie presente no território português.